# Экберт II (маркграф Мейсена)
Экбе́рт II Младший (нем. Ekbert II; ок. 1059/1061 — 3 июля 1090) — граф Брауншвейга и Дерлингау с 1068, маркграф Фрисландии 1068—1086, маркграф Мейсена 1068—1089, сын маркграфа Экберта I Старшего и Ирмгарды Туринской.

## Биография

### Правление
После смерти отца в 1068 году Экберт унаследовал его владения, несмотря на то, что был ещё несовершеннолетним. В состав доставшихся ему земель входили владения вокруг Брауншвейга и в Средней Фрисландии, а также Мейсенская марка. Опекуном при нём был маркграф Нижнелужицкой марки Дедо II фон Веттин, женатый на вдове бывшего мейсенского маркграфа Оттона I Веймарского.
В 1073 году против императора Генриха IV восстала саксонская знать во главе с бывшим герцогом Баварии Оттоном Нордхеймским. Источники не говорят, участвовал ли Экберт, близкий родственник императора, в Саксонском восстании, однако это вероятно. В 1076 году саксонская знать вновь восстала против императора. Возглавил восстание опять Оттон Нордхеймский, к этому восстанию примкнул и Экберт. После этого император Генрих IV конфисковал у Экберта Мейсенскую марку, передав её князю Чехии Вратиславу II, однако вскоре Экберту удалось вернуть её. А в 1077 году император Генрих конфисковал у Экберта Фрисландию, передав её епископу Утрехта.
Экберт поддерживал в качестве антикороля Рудольфа Райнфельденского, а после его гибели в 1080 году и Генриха Зальмского. После смерти в 1083 году Оттона Нортхеймского Экберт стал самым серьёзным противником императора среди саксонской знати. После короткого примирения, произошедшего в 1085 году, он возобновил борьбу. В ответ в феврале 1086 году император передал владения Экберта в Средней Фрисландии епископу Утрехта.
В 1087 году епископы Магдебурга Гартвиг и Хальберштадта Бурхард планировали передать императорскую корону Экберту, как близкому родственнику Генриха IV. Однако император собрал армию и выступил против мятежной Саксонии. В 1088 году Герман Зальмский был вынужден бежать в Лотарингию, где и погиб. Экберт попытался продолжить борьбу против императора, но неудачно. В декабре 1088 года Экберт нанес Генриху, осаждавшему замок Глейхен в Тюрингии, тяжелое поражение. Император бежал и едва успел укрыться в Регенсбурге. В 1089 году маркграф Экберт осадил Хильдесхайм, где после долгой осады захватил в плен епископа Удо. 1 февраля 1089 года на рейхстаге в Регенсбурге было объявлено о том, что все владения Экберта конфискованы.
Однако Экберт, который был вынужден бежать, не сдавался, планируя вновь выступить против императора. Но 3 июля 1090 года он был вероломно убит на мельнице в Склихе. С его смертью дом Брунонов по мужской линии угас.
Владения Экберта были разделены. Брауншвейгские владения достались его сестре Гертруде и её мужу Генриху Нортхеймскому. Мейсен же был передан Генриху I Айленбургскому из дома Веттинов.

### Брак
Жена: ранее 1080 Ода Веймарская (ум. 1111), дочь Оттона I, графа Веймара и Орламюнде и маркграфа Мейсена, и Адели Лувенской.
О детях от этого брака не упоминается. Однако существует гипотеза, что сыном Экберта II был Экберт (ум. 9 января 1132), епископ Мюнстера с 1127.